# Stüblergut

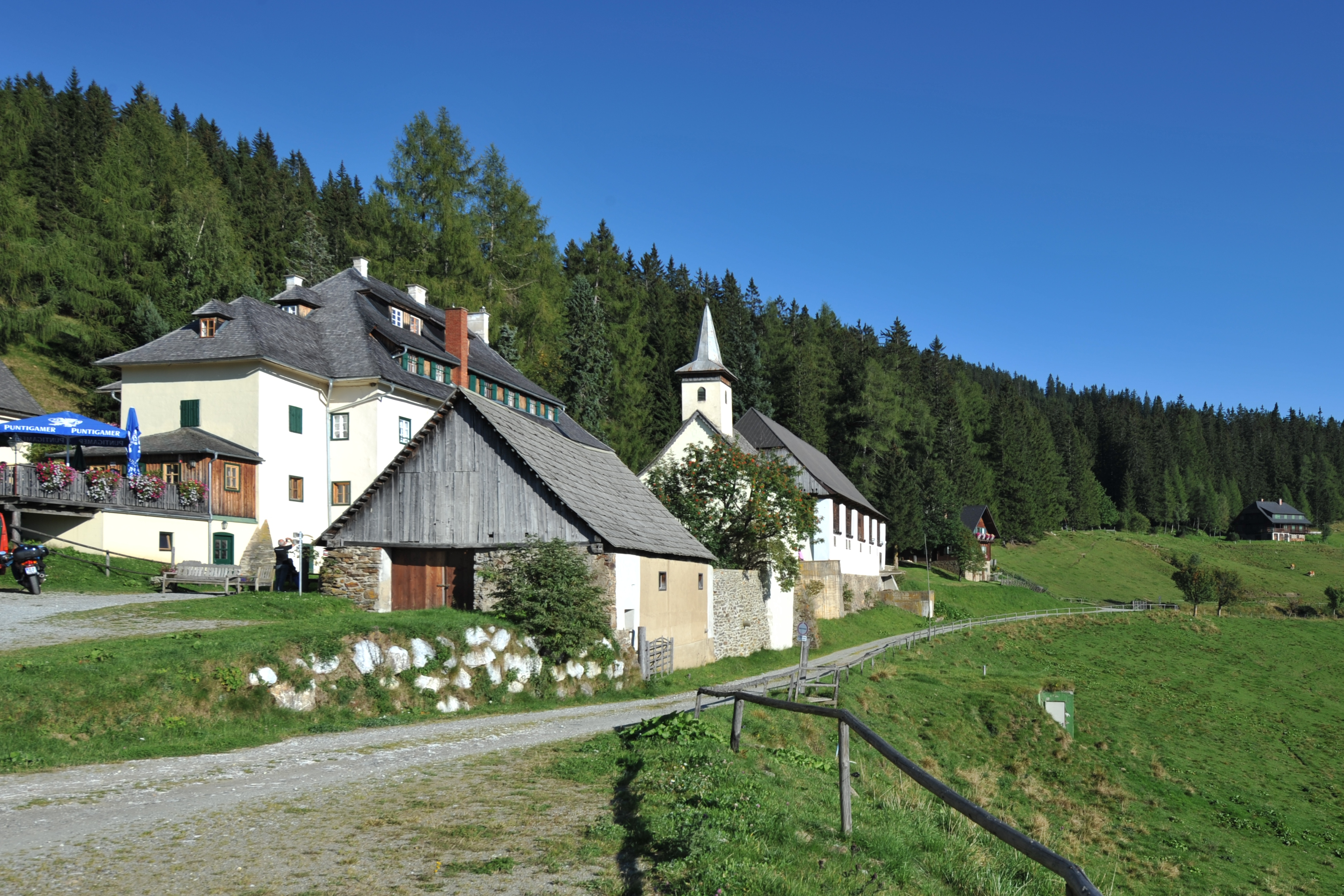
Stüblergut

Das Stüblergut ist ein Bauensemble bei der Ortschaft Kleinfeistritz in der Marktgemeinde Weißkirchen in Steiermark und der Gemeinde Lobmingtal im Bezirk Murtal in der Steiermark.

## Geschichte
Das Stüblergut wurde urkundlich 1420 als Hospiz und Taverne genannt.
Das Stüblergut wurde 2020 von der Familienstiftung Morassutti an die Signa Holding verkauft.

## Beschreibung
Das Stüblergut erstreckt sich südlich der Gaberl Straße in den Gemeinden Weißkirchen in Steiermark und Lobmingtal.
Das Bauensemble besteht aus einem Gasthof, dem Wirtschaftsgebäude und der Messkapelle hll. Rochus und Sebastian. Die Kapelle wurde 1684 geweiht, aus dieser Zeit stammen auch Hochaltar, Kanzel, geschnitzte Empore und Eingangstor.